# Benoît Cosnefroy
Benoît Cosnefroy [ko̝ːnfʁwa], né le 17 octobre 1995 à Cherbourg, est un coureur cycliste français, membre de l'équipe Decathlon AG2R La Mondiale, professionnel depuis 2017. Il a notamment remporté la Bretagne Classic en 2021 et le Grand Prix de Québec en 2022. Il a aussi terminé en 2020 deuxième de la Flèche wallonne et de Paris-Tours, et deuxième de l'Amstel Gold Race en 2022.

## Biographie

### Débuts cyclistes et carrière chez les amateurs
Benoît Cosnefroy naît dans une famille passionnée de cyclisme. Son grand-père est organisateur d'une course dans la Manche, tandis que son père l'emmène souvent voir des courses de vélo durant sa jeunesse. Il prend sa première licence à l'âge de 8 ans en pupille deuxième année, à l'Union Concorde Bricquebetaise. En 2011, il rejoint le Pôle Espoir de Caen, où il restera trois ans. Il obtient sa première victoire à 16 ans lors du Prix Louis-Cosnefroy, course en hommage à son arrière-arrière grand-père Louis Cosnefroy. Sans résultat notable chez les juniors (moins de 19 ans), il est alors relativement inconnu en dehors de la Normandie. En 2019, il explique : « Je n'ai jamais performé chez les juniors et je n'ai jamais représenté l'équipe nationale sur la route, seulement en cyclo-cross. Chez les moins de 23 ans, je n'ai jamais eu de grandes victoires, jusqu'à ce que je gagne les Mondiaux. ».
En 2014, il passe en catégorie espoirs (moins de 23 ans) et rejoint le club Bricquebec Cotentin. Tout d'abord classé en deuxième catégorie, il gagne une épreuve du Maillot des Jeunes Léopards et termine notamment troisième du Circuit du Mené.
En 2015, il rejoint le Chambéry CF, centre de formation de l'équipe AG2R La Mondiale, après avoir fait de l'auto-stop le long du trajet de neuf heures pour présenter sa candidature. En début d'année, il termine troisième d'une épreuve du Tour de l'Ardèche méridionale, sixième du Grand Prix du Pays d'Aix puis deuxième du Prix Marcel-Bergereau et d'une étape du Tour du Chablais. C'est finalement sur le Prix de Varennes-Saint-Sauveur que le coureur normand obtient son premier succès, en « toutes catégories ». Une semaine plus tard, il est de nouveau deuxième sur la troisième étape de la Ronde de l'Isard, battu au sprint par son compagnon d'échappée Xabier San Sebastián. En Coupe de France DN1, il se classe troisième du Tour d'Eure-et-Loir. Lors du Tour des Pays de Savoie, il subit un grave accident en percutant une voiture à contre-sens dans une descente, et perd connaissance. Transporté à l'hôpital, il subit un traumatisme crânien et se coupe profondément au niveau du cou, à seulement 2 centimètres de la carotide. Il ne reprend la compétition qu'au 23 août, au championnat de France espoirs.
En 2016, il se distingue au début de l'année sur des terrains escarpés en terminant deuxième du Circuit des communes de la vallée du Bédat, troisième du Grand Prix de Buxerolles (Coupe de France DN1) et septième de La Durtorccha. C'est finalement sur la classique Annemasse-Bellegarde et retour que le coureur renoue avec le succès, à la fin du mois de mars. En Coupe de France DN1, il remporte une étape de la Boucle de l'Artois, termine quatrième du Tour du Lot-et-Garonne et huitième du Grand Prix de la ville de Nogent-sur-Oise. Peu de temps après, il se distingue en terminant sixième du Rhône-Alpes Isère Tour et cinquième du Tour de Berne, sur le calendrier UCI. Avec les professionnels, il se classe 19e Grand Prix de Plumelec-Morbihan et 24e des Boucles de l'Aulne, deux manches de la Coupe de France. Au mois de juin, il devient vice-champion de France amateurs, battu d'une demi-roue seulement par Valentin Madouas. Impressionné, son ancien entraîneur David Louvet loue son profil de coureur complet et le compare à Julian Alaphilippe. Il rejoint ensuite l'équipe AG2R La Mondiale au mois d'août en tant que stagiaire. Toujours compétitif chez les amateurs, il est l'un des favoris annoncés pour le championnat de France espoirs, organisé à Civaux. Cependant, il doit une nouvelle fois se contenter de la deuxième place, privé du titre national par Paul Ourselin. Au Tour du Pays de Gex-Valserine, c'est l'ancien professionnel Sébastien Fournet-Fayard qui le devance à l'arrivée. Après ces nouvelles prestations, la formation AG2R La Mondiale lui fait signer un premier contrat professionnel, prenant effet à partir du 1er août 2017,. Dans les jours qui suivent, il poursuit son apprentissage en terminant 29e du Tour du Doubs et 56e du Grand Prix de Wallonie. De retour sous le maillot tricolore, il prend la quatrième place du championnat d'Europe espoirs disputé à Plumelec.
2017 est l'année de la révélation. Il termine en début de saison deuxième du Circuit des communes de la vallée du Bédat et septième du Tour du Lot-et-Garonne. Sous les couleurs de l'équipe France espoirs, il termine treizième du Tour des Flandres espoirs, dix-septième de Gand-Wevelgem espoirs ou encore vingt-huitième de la Classic Loire-Atlantique, face aux professionnels. Au mois de mai, il s'impose en classe 2 sur la deuxième étape du  Rhône-Alpes Isère Tour, après avoir été échappée pendant près de 160 kilomètres,. Sous le maillot tricolore, il se distingue en prenant la sixième place Grand Prix de Plumelec-Morbihan, une nouvelle fois face aux professionnels. Au début de l'été, il réalise un enchaînement prolifique en remportant le Critérium de Bricquebec et le Tour du Pays Roannais. Il dispute sa dernière course avec le Chambéry CF sur le Tour d'Auvergne. Le 5 août, il remporte la médaille d'argent du championnat d'Europe espoirs. Le 22 septembre, il est sacré champion du monde espoirs sur le parcours des championnats UCI de Bergen cinq jours après avoir remporté le Grand Prix d'Isbergues.

### Carrière professionnelle

#### 2017-2018: premières saisons
Il intègre l'équipe World Tour AG2R La Mondiale en août 2017 et impressionne les observateurs grâce à une victoire obtenue au Grand Prix d'Isbergues où il court une de ses premières courses chez les professionnels.
En 2018, il dispute sa première saison complète. Il se classe notamment neuvième de la Bretagne Classic et troisième de Paris-Tours, deux courses disputées dans des conditions difficiles.

#### 2019-2020: les premiers succès
Lors de la saison 2019, il confirme en remportant cinq épreuves sur le calendrier français. Il gagne Paris-Camembert, le Grand Prix de Plumelec-Morbihan et la Polynormande. Il s'adjuge également le Tour du Limousin après avoir gagné une étape. Il participe à plusieurs courses du World Tour, dont la Flèche wallonne. Il occupe la quatrième place sur le célèbre Mur de Huy lorsqu'à 150 mètres de l'arrivée il coince de façon spectaculaire pour terminer finalement au 12e rang,. Pour son premier Tour de France, il chute lors de la première étape et n'est pas à son meilleur niveau durant la course. Il est par la suite 7e de la Bretagne Classic, 10e du Grand Prix cycliste de Québec et 17e du Grand Prix cycliste de Montréal. Lors de cette course, il attaque dans le dernier tour et mène en solitaire jusqu'à ce que Julian Alaphilippe le rattrape à 2,7 kilomètres de la fin. Le duo est finalement repris dans les derniers mètres. En fin d'année, il est 42e des mondiaux, dont il déclare en 2021 qu'ils ont constitué sa « pire journée sur le vélo » en raison des conditions climatiques, puis 4e du Tour de Vendée, après avoir tenté d'attaquer dans le final Marc Sarreau pour lui ravir le succès sur la Coupe de France. Le 30 novembre, il est sacré « meilleur espoir français 2019 » par l'Union nationale des cyclistes professionnels lors d'une cérémonie organisée à Bergerac (Dordogne) .
Début 2020, il remporte le Grand Prix La Marseillaise et l'Étoile de Bessèges, avant que la saison ne s'arrête en raison de la pandémie de Covid-19. Dès la reprise des courses, il remporte la quatrième et dernière étape de la route d'Occitanie devant Bauke Mollema, Thibaut Pinot et Egan Bernal. Il est sélectionné en équipe de France pour le championnat d'Europe disputé à Plouay dans le Morbihan. Le chef de file de la sélection est Arnaud Démare. Il se classe dixième de la course en ligne. Il prend part à son deuxième Tour de France, où il porte le maillot à pois de meilleur grimpeur entre la 2e et la 16e étape. Le 30 septembre, il se classe deuxième de la Flèche wallonne derrière Marc Hirschi, après avoir mieux géré son effort que l'édition précédente. Il s'agit de son premier podium sur une classique World Tour. Sur sa lancée, il termine troisième de la Flèche brabançonne et deuxième de Paris-Tours, à chaque fois battu au sprint pour la victoire.

#### 2021-2022: victoires sur des classiques World Tour
Lors de l'hiver 2020-2021, il est handicapé par une douleur au genou droit qui retarde sa préparation. Il reprend la compétition fin mars lors de Cholet-Pays de la Loire, où il attaque et est rejoint dans le dernier kilomètre. Il est ensuite huitième de la Flèche brabançonne, mais en raison de problèmes physiques doit abandonner le Tour du Pays basque. Sur les classiques ardennaises, diminué physiquement au niveau du dos, il termine 18e de la Flèche wallonne et 48e de Liège-Bastogne-Liège. Le 22 mai, il remporte le Tour du Finistère et trois mois plus tard, il gagne sa première course World Tour : la Bretagne Classic (Grand Prix de Plouay), devant Julian Alaphilippe et Mikkel Honoré. Le 12 septembre, il obtient la médaille de bronze au championnat d'Europe, derrière Sonny Colbrelli et Remco Evenepoel. Il cible ensuite la course en ligne des championnats du monde, où il joue un rôle d'équipier pour Julian Alaphilippe qui remporte son deuxième titre consécutif.
Il commence bien sa saison 2022 en terminant cinquième du Grand Prix La Marseillaise et troisième de la Drôme Classic. Moins en réussite sur les courses italiennes, il participe début avril au Circuit Cycliste Sarthe-Pays de la Loire, où il termine deuxième de la première étape et du général. Offensif lors de l'Amstel Gold Race, il arrive pour la victoire, mais s'incline à la photo-finish dans un sprint à deux face à Michał Kwiatkowski après avoir été annoncé vainqueur par erreur. Sur sa lancée, il termine deuxième de la  Flèche brabançonne, piégé par la tactique des coureurs Ineos Grenadiers, en surnombre dans le final. Après une treizième place sur la Flèche wallonne, il est deuxième  des Boucles de la Mayenne. En juillet, il termine le Tour de France sans briller, puis est atteint d'une tendinite à « la face interne du genou droit », ce qui l'amène à renoncer à participer à la Classique de Saint-Sébastien. Par la suite, il annonce renoncer à participer au championnat du monde, pour privilégier les courses d'un jour de fin de saison au Canada puis en Italie. Lors du Grand Prix cycliste de Québec, son attaque à 2 kilomètres de l’arrivée lui permet de s'imposer en solitaire devant Michael Matthews et Biniam Girmay. Cette victoire change sa perspective par rapport au championnat du monde. Alors qu'il est bien absent de la sélection initiale, Cosnefroy est ensuite appelé par le sélectionneur Thomas Voeckler et remplace Rémi Cavagna pour la course en ligne. Il termine 26e de la course, où Christophe Laporte décroche la médaille d'argent.

#### 2023: une saison décevante

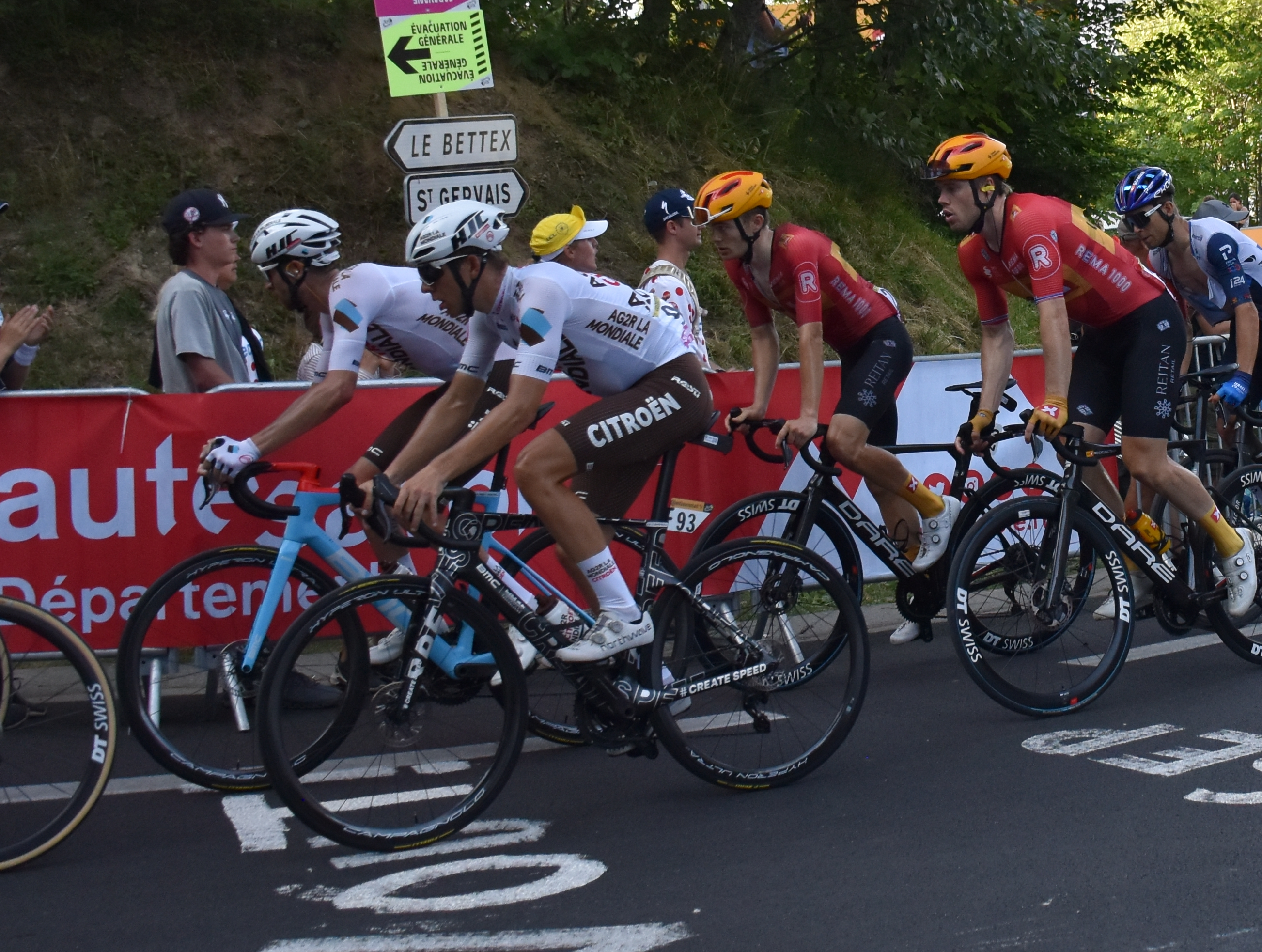
15e étape du Tour de France 2023

Après un début de saison en France, Benoît Cosnefroy est huitième en mars du Trofeo Laigueglia remporté par son coéquipier Nans Peters. Seizième du Tour des Flandres qu'il découvre, il commence les classiques ardennaises par une troisième place sur la Flèche brabançonne. Atteint d'une bronchite, il est 21e de l'Amstel Gold Race avant de renoncer à prendre le départ de la Flèche wallonne.
Septième en juin du Grand Prix du canton d'Argovie, il participe en juillet à son cinquième Tour de France. Durant celui-ci, son équipe annonce la prolongation de son contrat jusqu'en fin d'année 2025.
Sélectionné pour les championnats du monde de cyclisme à Glasgow, il achève la course en ligne à la 47e place, après avoir accompli un travail d'équipier. Il court ensuite le Tour du Limousin-Périgord-Nouvelle-Aquitaine, et même s'il finit dans le top 5 de toutes les étapes, il ne termine que 2e du classement général remporté par Romain Grégoire. Il déclare avoir "tourné autour de la victoire". Initialement sélectionné en septembre pour la course en ligne des championnats d'Europe, un « état grippal » le contraint au forfait et il est remplacé par Anthony Turgis.

#### 2024
En février, il gagne au sprint la deuxième étape et le classement général du Tour des Alpes-Maritimes. En avril, il remporte la Flèche brabançonne et Paris-Camembert. En mai, il remporte le Grand Prix du Morbihan puis le Tour du Finistère. Sur les 14 victoires de l'équipe Decathlon AG2R La Mondiale à la mi-saison, près de la moitié sont de Cosnefroy.
La deuxième moitié de la saison est plus décevante, après avoir fait l'impasse sur le Tour de France, Benoît Cosnefroy ne fait pas partie de la sélection française pour la course en ligne des Jeux olympiques. À la fin de l'été, une fracture de la clavicule lors du Renewi Tour le contraint à mettre un terme à sa saison. Il parvient toutefois à conserver le titre de vainqueur de la Coupe de France de cyclisme.

#### 2025
Après une blessure au genou et quelques semaines de réadaptation, il fait son retour en course sur le Tour de Romandie,. La semaine suivante, en Bretagne, il renoue avec le podium en terminant deuxième des Boucles de l'Aulne puis en remportant le Grand Prix du Morbihan, sa troisième victoire au palmarès de cette course.

## Style et caractéristiques
Benoît Cosnefroy est comparé à son compatriote Julian Alaphilippe par les médias et suiveurs. Considéré comme un pur puncheur, il excelle sur les efforts compris dans une fourchette de quarante-cinq secondes à cinq minutes. Coureur explosif, il est le plus efficace sur les longs efforts « gros plateau » en danseuse sur des pentes à 5 ou 6 %.

## Palmarès

### Palmarès amateur
| - 2012 - Tour du Bocage Mayennais : - Classement général - 2e étape - 2013 - 3e du Prix de la Saint-Laurent Juniors - 2014 - 3e épreuve du Maillot des Jeunes Léopards - 2e du Grand Prix d'Yquelon - 3e du Circuit du Mené - 2015 - Prix de Varennes-Saint-Sauveur - 2e du Prix Marcel-Bergereau - 3e du Tour d'Eure-et-Loir - 2016 - Annemasse-Bellegarde et retour - 3e étape de la Boucle de l'Artois - 2e du championnat de France sur route espoirs - 2e du championnat de France sur route amateurs - 2e du Circuit des Communes de la Vallée du Bédat - 2e du Prix de la Saint-Laurent Espoirs - 2e du Tour du Pays de Gex-Valserine - 3e du Grand Prix de Buxerolles - 3e du Grand Prix Guilloteau - 4e du championnat d'Europe sur route espoirs | - 2017 - Champion du monde sur route espoirs - 2e étape du Rhône-Alpes Isère Tour - Critérium de Bricquebec - Classement général du Tour du Pays Roannais - 2e du Circuit des Communes de la Vallée du Bédat - Médaillé d'argent du championnat d'Europe sur route espoirs - 2e du championnat de France sur route espoirs |  |

### Palmarès professionnel
| - 2017 - Grand Prix d'Isbergues - 2018 - 3e de Paris-Tours - 9e de la Bretagne Classic - 2019 - Paris-Camembert - Grand Prix de Plumelec-Morbihan - Polynormande - Tour du Limousin-Nouvelle Aquitaine : - Classement général - 3e étape - 7e de la Bretagne Classic - 10e du Grand Prix cycliste de Québec - 2020 - Grand Prix La Marseillaise - Classement général de l'Étoile de Bessèges - 4e étape de la Route d'Occitanie - 2e de la Flèche wallonne - 2e de Paris-Tours - 3e de la Flèche brabançonne - 10e du championnat d'Europe sur route - 2021 - Tour du Finistère - Bretagne Classic - Tour du Jura - 2e de la Polynormande - Médaillé de bronze du championnat d'Europe sur route | - 2022 - Grand Prix cycliste de Québec - 2e du Circuit Cycliste Sarthe-Pays de la Loire - 2e de l'Amstel Gold Race - 2e de la Flèche brabançonne - 2e des Boucles de la Mayenne - 3e de la Drôme Classic - 2023 - 2e du Tour du Limousin-Périgord-Nouvelle-Aquitaine - 3e de la Flèche brabançonne - 2024 - Vainqueur de la Coupe de France de cyclisme - Tour des Alpes-Maritimes : - Classement général - 2e étape - Paris-Camembert - Flèche brabançonne - Grand Prix du Morbihan - Tour du Finistère - Prologue des Boucles de la Mayenne - 2e des Boucles de la Mayenne - 4e de la Flèche wallonne - 6e des Strade Bianche - 2025 - Grand Prix du Morbihan - 2e des Boucles de l'Aulne |  |

### Résultats sur les grands tours

#### Tour de France
5 participations
- 2019 : 113e
- 2020 : 116e
- 2021 : 107e
- 2022 : 91e
- 2023 : 101e

### Résultats dans les classiques
Ce tableau présente les résultats de Benoît Cosnefroy sur courses d'un jour de l'UCI World Tour auxquelles il a participé, ainsi qu'aux différentes compétitions internationales.
| Légende | Légende | Légende | Légende     | Légende | Légende     | Légende | Légende              | Légende | Légende       |
| ------- | ------- | ------- | ----------- | ------- | ----------- | ------- | -------------------- | ------- | ------------- |
| Ab.     | Abandon | HD      | Hors-délais | NP      | Non-partant | -       | Pas de participation | ×       | Pas d'épreuve |

| Année | Cadel Evans Great Ocean Road Race | Circuit Het Nieuwsblad | Strade Bianche | Milan-San Remo | E3 Saxo Bank Classic | Tour des Flandres | Amstel Gold Race | Flèche wallonne | Liège- Bastogne-Liège | RideLondon-Surrey Classic | Bretagne Classic | Grand Prix de Québec | Grand Prix de Montréal | Tour de Lombardie | Championnat d'Europe | Championnat du monde |
| ----- | --------------------------------- | ---------------------- | -------------- | -------------- | -------------------- | ----------------- | ---------------- | --------------- | --------------------- | ------------------------- | ---------------- | -------------------- | ---------------------- | ----------------- | -------------------- | -------------------- |
| 2018  | —                                 | —                      | —              | —              | —                    | —                 | 48e              | Ab.             | Ab.                   | 62e                       | 9e               | 25e                  | 24e                    | —                 | —                    | —                    |
| 2019  | 11e                               | —                      | —              | —              | —                    | —                 | 44e              | 12e             | 45e                   | —                         | 7e               | 10e                  | 17e                    | —                 | —                    | 42e                  |
| 2020  | —                                 | —                      | —              | —              | ×                    | —                 | ×                | 2e              | 18e                   | ×                         | —                | ×                    | ×                      | —                 | 10e                  | —                    |
| 2021  | ×                                 | —                      | —              | —              | —                    | —                 | —                | 18e             | 48e                   | ×                         | Vainqueur        | ×                    | ×                      | Ab.               | 3e                   | 19e                  |
| 2022  | ×                                 | —                      | 29e            | 78e            | —                    | —                 | 2e               | 13e             | 24e                   | ×                         | 20e              | Vainqueur            | 20e                    | —                 | —                    | 26e                  |
| 2023  | —                                 | 63e                    | —              | 22e            | 46e                  | 16e               | 21e              | NP              | 54e                   | ×                         | 27e              | 54e                  | 27e                    | —                 | —                    | 47e                  |
| 2024  | —                                 | —                      | 6e             | 20e            | —                    | —                 | 16e              | 4e              | 16e                   | ×                         | 26e              | —                    | —                      | —                 | —                    | —                    |
| 2025  | —                                 | —                      | —              | —              | —                    | —                 | —                | —               | —                     | ×                         |                  |                      |                        |                   |                      |                      |

## Classements mondiaux
| Année                                 | 2015  | 2016 | 2017 | 2018 | 2019 | 2020 | 2021 | 2022 | 2023 | 2024 |
| ------------------------------------- | ----- | ---- | ---- | ---- | ---- | ---- | ---- | ---- | ---- | ---- |
| UCI World Tour                        |       | nc   | nc   | 165e |      |      |      |      |      |      |
| Classement mondial                    |       | 900e | 149e | 241e | 74e  | 30e  | 42e  | 18e  | 172e | 40e  |
| UCI Europe Tour                       | 1039e | 581e | 141e | 211e | 61e  | 26e  | 36e  | 14e  | nc   | 30e  |
|                                       |       |      |      |      |      |      |      |      |      |      |
| Légende : nc = non classéSource : UCI |       |      |      |      |      |      |      |      |      |      |

## Distinctions
- Vélo d'or espoirs : 2017